# Der Mann, der Wunder tun konnte

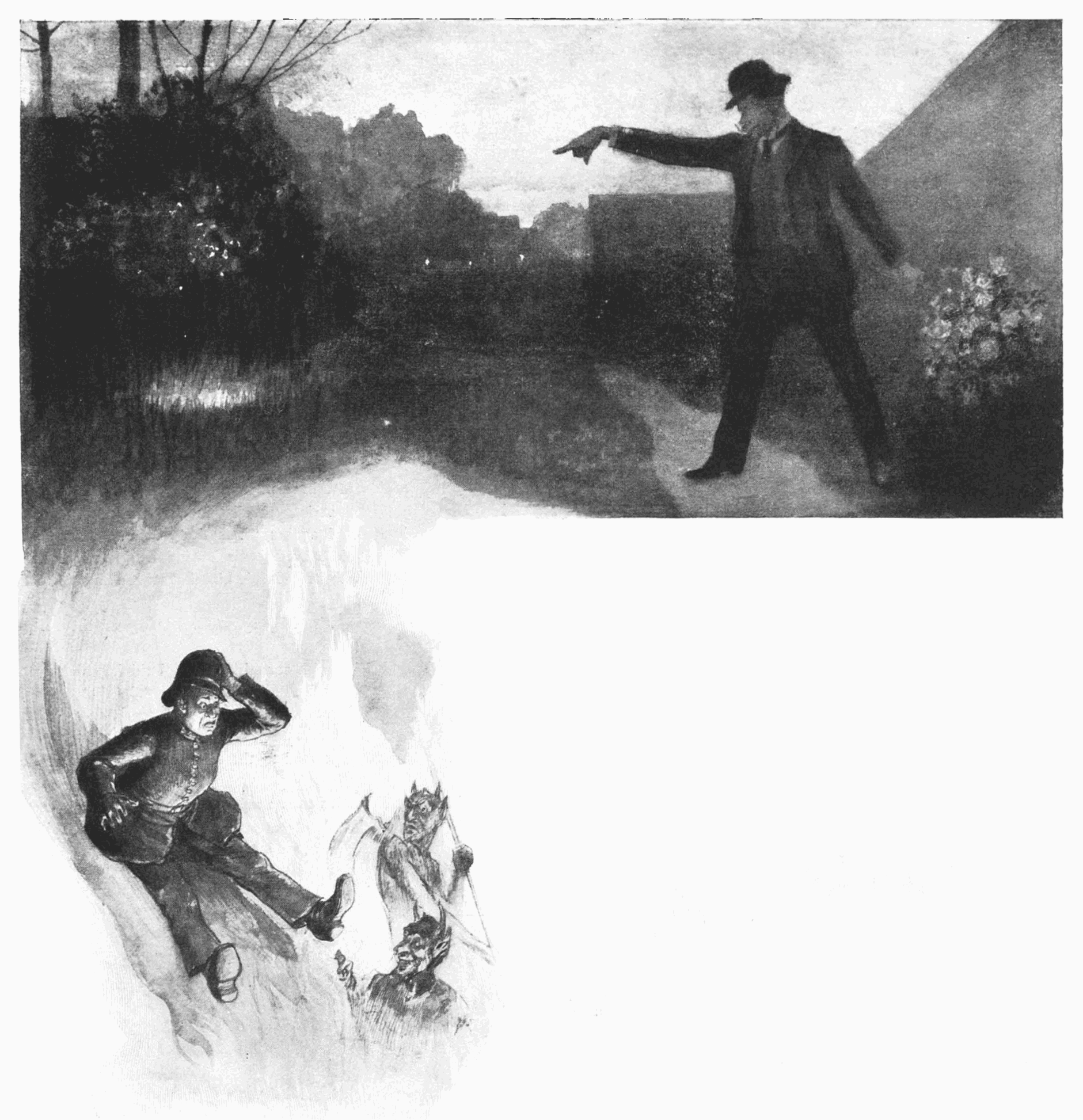

Der Mann, der Wunder tun konnte (auch: Der Mann, der die Welt verändern wollte und Der Mann, der Wunder vollbringen konnte; im englischen Original The Man Who Could Work Miracles) ist eine Kurzgeschichte von H.G. Wells aus dem Jahre 1898, die 1936 unter dem Titel Der Mann, der die Welt verändern wollte verfilmt worden ist.

## Handlung
Die Hauptfigur – George McWhirter Fotheringay – ist ein durchschnittlicher Mann, der unerwartet und aus heiterem Himmel über göttliche Macht verfügt. Nachdem er versehentlich den Constable Winch mit dem Ausruf "Zum Hades mit Ihnen!" in die Hölle geschickt hat - später wünscht er ihn nach San Francisco -, wendet er sich an den Geistlichen Maydig, der Fotheringay darin bestärkt, seine Kräfte zu benutzen. Als Fatheringay auf Maydig's Raten eines Abends befiehlt, dass die Erde aufhören solle, sich zu drehen, löst er eine unvorstellbare Katastrophe globalen Ausmaßes aus, hat er doch nur dem Erdball das Stillstehen befohlen. Alles, was sich auf der Welt befindet, hat sich weiterbewegt und wurde (bis auf Fatheringay) durch das plötzliche Anhalten der Weltkugel umgeworfen und vernichtet. Entsetzt macht Fotheringay das Unglück rückgängig, indem er befiehlt, es solle alles wieder so sein, wie es war, als er (zu Beginn der Geschichte) in einer Bar ein kleines Wunder vorgeführt hatte.

## Rezeption
Neben der Verfilmung aus dem Jahre 1936 gab es noch einen russischen Zeichentrickfilm des Regisseurs Ephraim Pruzhany (Der Mann, der Wunder wirken kann) von 1969 und 1959 eine Radioproduktion des BBC von Dennis Main Wilson.
Das Sujet des Durchschnittsbürgers, der aus heiterem Himmel über göttliche Macht verfügt, wurde auch in anderen Filmen wie etwa Bruce Allmächtig aufgegriffen. Der Webseite tvtropes.org zufolge sei diese Geschichte genrestiftend für eine ganze Reihe ähnlicher Werke gewesen.
Michio Kaku resümiert in seinem Buch „Die Physik des Unmöglichen“ unter Bezugnahme auf die Kurzgeschichte, dass „[…] gottähnliche Gaben auch gottähnliches Urteilsvermögen und ebensolche Weisheit erfordern“.